# Партизанский отряд Нижне-Чирского района
Партизанский отряд Нижне-Чирского района — партизанский отряд, действовавший на территории Сталинградской области во время Сталинградской битвы.

## Название отряда
В большинстве официальных источников используется название «Партизанский отряд Нижне-Чирского района». В литературе также часто встречается название «За Родину». В «Книга памяти. Поимённый список. Волгоградская область» встречается «Смерть фашизму» и «в/ч 910».

## Подготовка отряда
Во время Сталинградской битвы на оккупированной территории Сталинградской области действовало несколько партизанских отрядов сформированных по территориальному признаку (партизанский отряд Клетского района, партизанский отряд Тормосиновского района и другие). Руководство партизанскими действиями на оккупированной территории Сталинградской области осуществляла оперативная группа во главе с секретарем обкома партии Ф. В. Лялиным и штаб партизанского движения при военном совете Сталинградского фронта под руководством генерал-майора Т. П. Круглякова. При штабах армий действовали оперативные группы партизанского штаба.
Особенностью территории Сталинградской области было отсутствие крупных лесных массивов, которые позволяли в других регионах укрывать крупные партизанские формирования. Размер партизанских отрядов на Сталинградской земле составлял до 50 человек.
На территории Нижнечирского района также был сформирован партизанский отряд. Командиром отряды был назначен председатель райисполкома П. Т. Воскобойников (подпольный псевдоним «Верный»), комиссаром отряда был назначен первый секретарь райкома ВКП(б) Александр Михайлович Чистов («Дуб»). При переброске через линию фронта отряд состоял из 14 человек, впоследствии за счёт бойцов РККА выходивших из окружения отряд вырос до 20 бойцов. Изначально отряд был вооружён 10 винтовками (к ним 5 тысяч патронов), 2 автоматами ППШ (к ним 500 патронов), 2 пистолетами, 20 гранатами со взрывателями (и 40 без взрывателей), 28 противотанковых мин, 40 бутылок с зажигательной смесью, а также имел 75 килограммов тола для совершения диверсий. Переход линии фронта был совершён 31 августа 1942 года.
Важно отметить, что семьи бойцов партизанского отряда, проживавших на территории ожидаемой оккупации, были вывезены в Сталинград.

## Действия на территории врага
Перед Нижне-Чирским партизанским отрядом были поставлены следующие цели: совершение диверсий на железной дороге Чир — Лиски и на грунтовой дороге Нижне-Чирская — Логовский — Тормосин, а также ведение разъяснительной работы среди местного населения на оккупированной территории и сбор разведывательной информации.

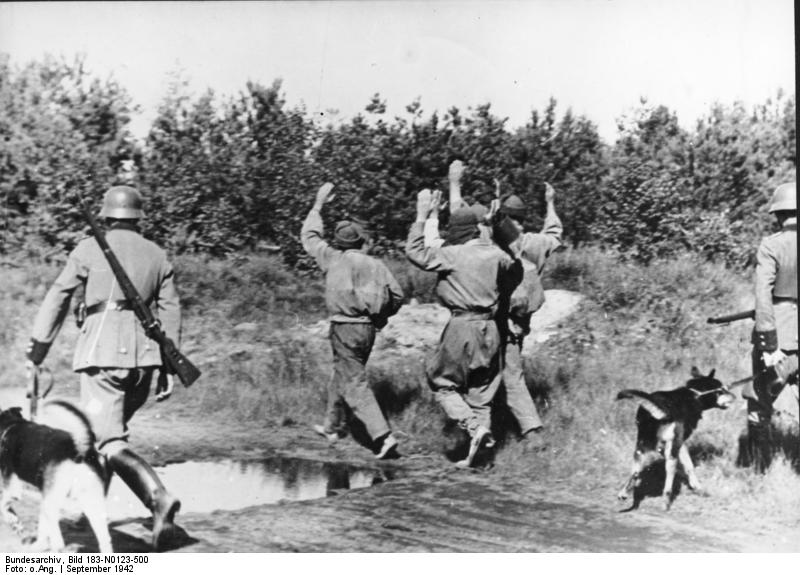
Облава на партизан в сентябре 1942 года

Важность действиям партизанского отряда «За Родину» придавало то, что в станице Нижне-Чирская был расквартирован штаб 6-й армии вермахта, но это значительно усложняло действия партизан. Дело в том, что в Нижне-Чирском районе были развёрнуты все оккупационные структуры: в станице Нижне-Чирской размещалась военная и сельскохозяйственная (подчинённая военной) комендатура, а также бюро пропаганды, с сентября окружное гестапо; комендатура полевой жандармерии, управление районного старосты (шефа района), управление станичного старосты, комендатура русской (местной) вспомогательной полиции при полевой жандармерии и русская (местная) вспомогательная полиция при станичном старосте. Комендатура полевой жандармерии подчинялась гестапо и среди прочего занималась проведением облав на партизан, а также бежавших из плена или выходивших из окружения красноармейцев и командиров РККА, и проведением обысков и арестов для гестапо. Для усиления полевой жандармерии ей придавались 12 человек русской вспомогательной полиции. Кроме этого, существовала русская вспомогательная полиция (10 старших и 16 рядовых полицейских) при станичном старосте. Эти силы так же привлекались для проведения антипартизанских спецопераций. В таких сложных условиях предстояло действовать партизанскому отряду Нижне-Чирского района «За Родину».
Переход линии фронта осуществлялся в районе хутора Ерик-Крепенский с последующим движением в район хутора Зимовской.
За время действия отряд уничтожил и ранил 125 немецких солдат и офицеров, 35 раз нарушал проводные линии связи, подорвал тягач и две машины с боеприпасами, организовал подрыв моста через реку Дон и взрыв железнодорожного полотна между станцией Чир и разъездом Рычковский, совершил нападение на склад военного имущества в хуторе Средне-Садовском. Кроме этого, бойцы отряда расклеивали листовки и рассказывали местному населению о зверствах немецких оккупантов на захваченных территориях. Среди важных примеров был рассказ о судьбе Нижне-Чирского детского дома и его воспитанников.
1 сентября 1942 года в детский дом явились двое гитлеровских офицеров и приказали собрать детей к отправке указав, что «продуктов им не нужно, поедут недалеко». На двух грузовиках воспитанники были вывезены в неизвестном направлении. Позже стало известно, что 47 детей в возрасте от 2 до 16 лет были расстреляны в нескольких километрах от станицы.
Сталинградский обком комсомола на базе партизанского отряда «За Родину» сформировал подпольный райком комсомола, который возглавила Клавдия Григорьевна Панчишкина. Перед подпольным райкомом были поставлены следующие задачи: неустанно проводить разъяснительную работу среди населения о «лживости гитлеровской пропаганды», вести разведку, устраивать диверсии, собирать и передавать данные о полиции и вражеской технике.

## Гибель отряда
Оккупационная администрация применяла разнообразные способы выявления и борьбы против партизан, подпольщиков и просто жителей настроенных антифашистски. Например, по месту проживания заведующего районной аптекой Г. В. Астраханцева (завербован гестапо), был поселен провокатор под псевдонимом «Игорь», который выдавал себя за сотрудника особого отдела НКВД 57-й армии. «Игорь» провоцировал коммунистов и советских патриотов готовить для него письменные донесения о расположении частей вермахта, немецкого гарнизона и тд.

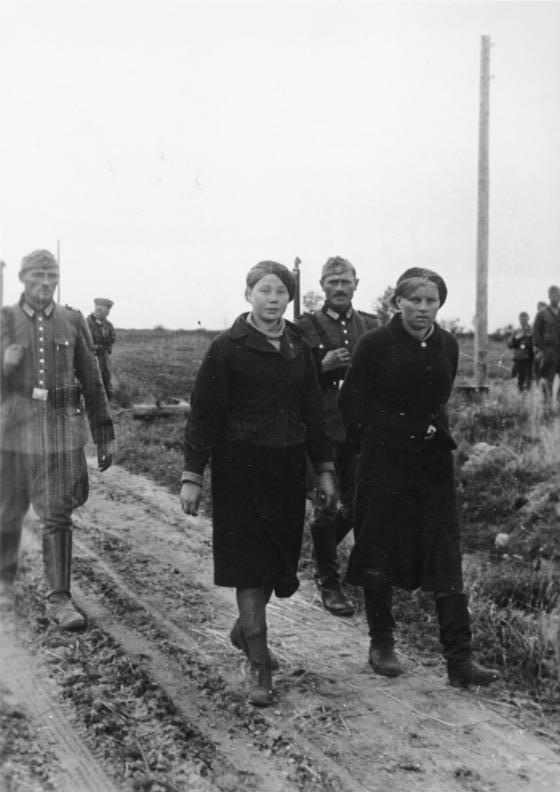
Пленные партизанки (сентябрь 1942 года)

Для противодействия партизанам немцами широко использовалась практика взятия в заложники и запугивания населения. Например в Нижне-Чирском районе были расстреляны пленные бойцы и командиры РККА: в хуторе Быстряновском — 15 бойцов и 3 лейтенанта; в хуторе Хлебенском — 18 бойцов и 5 лейтенантов; в хуторе Верхне-Мельничном — 6 военнопленных и 3 колхозницы.
В октябре 1942 года отряд был предан. «Абвергруппа 304» организовывала несколько облав на партизан. Первая операция была проведена в конце сентября с участием 45—50 карателей. Партизанскому отряду удалось уйти без потерь. В октябре была проведена вторая операция против отряда и снова безрезультатно, при потерях с немецкой стороны. После нападения участников отряда на склад военного имущества в хуторе Средне-Садовском «Абвергруппа 304» с 10 по 15 октября, собрав отряд в 180—200 человек, организовала несколько засад и сплошное прочесывание леса, где находился отряд. В результате операции отряд погиб. К провалу партизанского отряда был причастен староста хутора Зимовного Авилов.
Одновременно, в результате предательства, 12 ноября были захвачены посланные на разведку К. Г. Панчишкина, Р. Ф. Демида, и Т. Ф. Артёмова и после пыток расстреляны 21 ноября на окраине станицы Нижне-Чирская.

## Расследование провала
Сразу после освобождения началось следствие по делу гибели Нижне-Чирского подполья. Сейчас существует несколько версий провала подпольщиков:
- Из показаний начальника районной полиции Копцева, его сына (полицая в ст. Нижне-Чирской), Георгия Родина (помощника старосты), и Попова Александра (сотрудника комендатуры) было выяснено, что Клавдию Григорьевну Панчишкину и её подруг выдала Мануйлова Евдокия.
- Из материалов, ныне хранящихся в архиве УФСБ по Волгоградской области, следует, что подпольщиц выдал житель хутора Зимовной[12], некий Паршин (во время оккупации бакенщик на Дону).

Весной 1943 было найдено место тайного захоронения подпольщиц. При строительстве Цимлянского водохранилища и угрозе затопления, их тела были перезахоронены в братской могиле в центре станицы Нижне-Чирская.

## Список бойцов
| Имя                                      | Должность, звание                        | Гражданский статус              | Личные данные                                                                            | Обстоятельства гибели                                          | Место захоронения                                                        |
| ---------------------------------------- | ---------------------------------------- | ------------------------------- | ---------------------------------------------------------------------------------------- | -------------------------------------------------------------- | ------------------------------------------------------------------------ |
| Воскобойников, Павел Тимофеевич «Верный» | Командир отряда                          | Председатель райисполкома       | 1901 (станция Ахтуба — октябрь 1942                                                      | Убит в бою в районе Нижне-Чирской                              |                                                                          |
| Чистов, Александр Михайлович «Дуб»       | Комиссар отряда                          | Первый секретарь райкома ВКП(б) | 1902 (село Лопуховка) — 18 октября 1942 в районе Нижне-Чирской                           | Убит в бою в районе Нижне-Чирской                              | Посёлок Котлубань Городищенского района Волгоградской области            |
| Панчишкина, Клавдия Григорьевна «Аня»    | Секретарь подпольного райкома комсомола  | Учительница начальных классов   | 17 марта 1921, хутор Верхнесолоновский — 12 ноября 1942, Нижний Чир                      | Арестована в результате предательства, расстреляна после пыток | станица Нижне-Чирская Волгоградская область                              |
| Статива, Иван Михайлович                 | Боец Нижне-Чирского партизанского отряда |                                 | 1902 село Свитка Синевского района Сумской области — октябрь 1942 в районе Нижне-Чирской | Обстоятельства гибели                                          |                                                                          |
| Антонов, Зот Ефимович                    | Боец Нижне-Чирского партизанского отряда | Механик МТС                     | 1908, хутор Старомаксимовский Нижне-Чирский район — октябрь 1942 в районе Нижне-Чирской  | Убит в бою в районе Нижне-Чирской                              | Братская могила в станице Нижний Чир                                     |
| Степаненко, Павел Михайлович             | Боец Нижне-Чирского партизанского отряда |                                 | село Ольховка — октябрь 1942 в районе Нижне-Чирской                                      | Убит в бою в районе Нижне-Чирской                              | Станица Нижне-Чирская (возможно станция Котлубань Волгоградская область) |
| Жолудь, Франц Францевич                  | Боец Нижне-Чирского партизанского отряда |                                 | 1903 Красное Село Ленинградской области — 8 октября 1942 в районе Нижне-Чирской          | Убит в бою в районе Нижне-Чирской                              |                                                                          |
| Караваев, Михаил Сергеевич               | Боец Нижне-Чирского партизанского отряда |                                 | 1913 село Быково — 10 октября 1942 в районе Нижне-Чирской                                | Убит в бою в районе Нижне-Чирской                              | Станица Нижне-Чирская                                                    |
| Бровков, Афанасий Парфирьевич            | Боец Нижне-Чирского партизанского отряда |                                 | 1903 село Сокрутовка — 8 октября 1942 в районе Нижне-Чирской                             | Убит в бою в районе Нижне-Чирской                              | Котлубань Волгоградской области                                          |
| Демида, Раиса Фёдоровна                  | Боец Нижне-Чирского партизанского отряда |                                 | 1920, рудник «Ингулец» Широковского района Днепропетровской обл. — октябрь 1942          | Арестована в результате предательства, расстреляна после пыток | Похоронена в станице Нижний Чир                                          |
| Артёмова, Тамара Фёдоровна               | Боец Нижне-Чирского партизанского отряда | Учительница                     | 1919 хутор Верхнесолоновский — 21 ноября 1942                                            | Арестована в результате предательства, расстреляна после пыток | Похоронена в станице Нижний Чир                                          |